# Papinsaari (ö i Finland, Egentliga Tavastland, Forssa)
Papinsaari är en ö i Finland. Den ligger i sjön Kanajärvi och i kommunen Tammela i den ekonomiska regionen  Forssa ekonomiska region  och landskapet Egentliga Tavastland, i den södra delen av landet, 100 km nordväst om huvudstaden Helsingfors. Öns area är 0,1 hektar och dess största längd är 60 meter i öst-västlig riktning.